# Reichsbahndirektion Königsberg

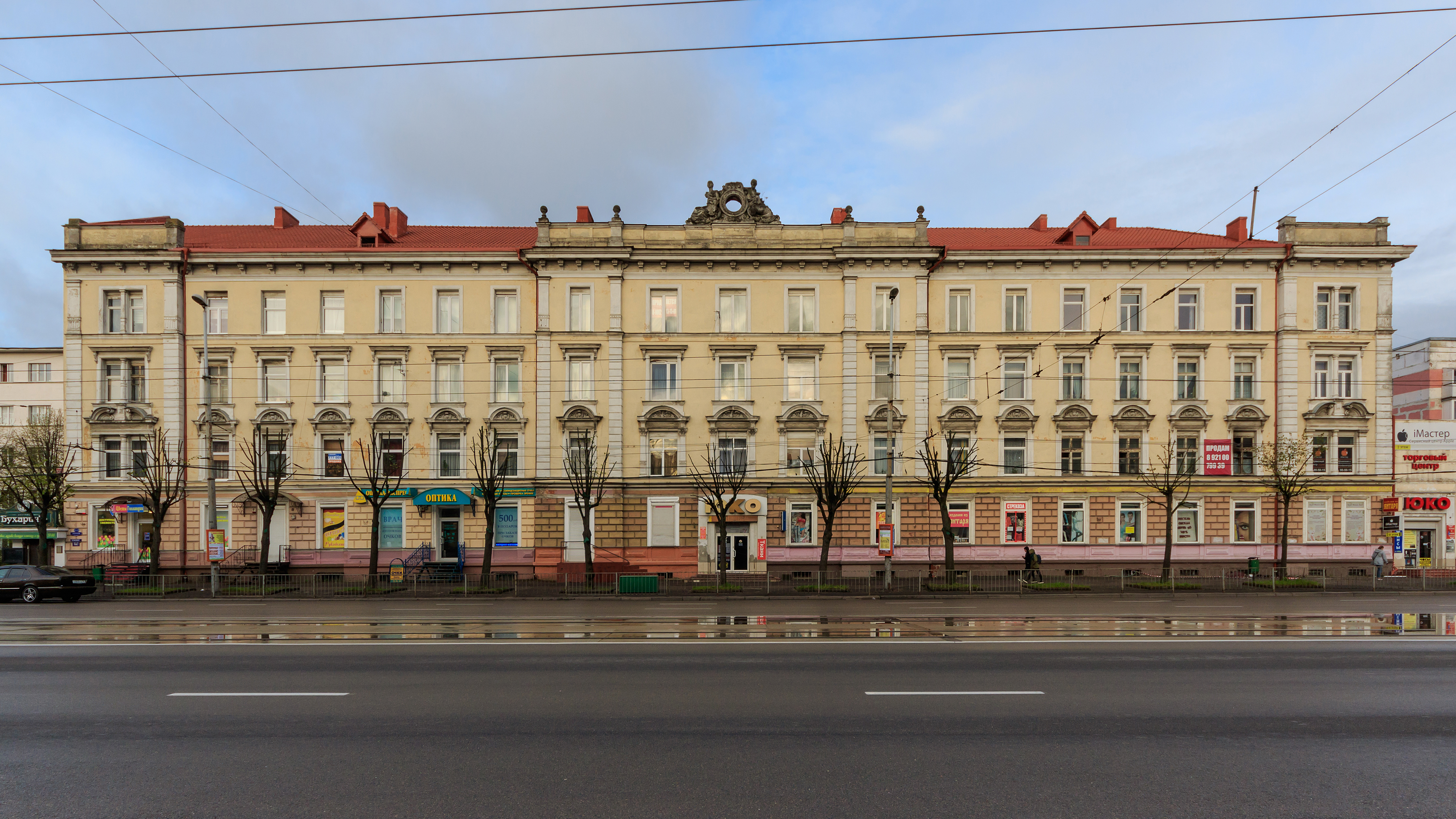
Das Verwaltungsgebäude der Reichsbahndirektion in Königsberg

Die Reichsbahndirektion Königsberg war eine Eisenbahndirektion der Deutschen Reichsbahn mit Sitz in Königsberg (Preußen).

## Geschichte
Die Reichsbahndirektion Königsberg war die Nachfolgerin der Königlich Preußischen Eisenbahndirektion Königsberg (gegründet 1873), die bei der Reform der Preußischen Staatseisenbahnen 1895 gegründet worden war. Dabei wurden Teile der Eisenbahndirektion Bromberg übernommen.
Nachdem die Preußischen Staatsbahnen 1920 in der Deutschen Reichsbahn aufgegangen waren, wurde die Direktion in Reichsbahndirektion Königsberg (Pr) umbezeichnet. Der Zusatz „(Pr)“ fiel 1943 weg.
Nach der Besetzung Polens durch Deutschland im Zweiten Weltkrieg wurde 1939 eine Reichsbahndirektion Danzig eingerichtet. Sie übernahm 1940 die Strecke Danzig–Deutsch-Eylau–Warschau und alle westlich davon gelegenen Strecken der Königsberger Direktion in ihre Zuständigkeit. Ab 1939 gehörte auch das seit 1923 zu Litauen gehörige Memelgebiet (Memelland) wieder zur Reichsbahndirektion Königsberg. Dies bedeutete die Übernahme von 141 km Normalspurbahnen, einer Privatbahn (Strecke Heydekrug-Kaleschen, 16 km) und 108 km Meterspurbahnen.
Ende 1941 übernahm sie die Zuständigkeit für Suwalki und „die Verwaltung der Eisenbahnen im Gebiet von Bialystok“ im deutsch besetzten Polen.
Am 22. Januar 1945 fuhr der letzte durchgehende Zug von Königsberg nach Berlin. Danach wurde die Direktion aufgelöst und später eine provisorische polnische Direktion in Bialystok eingerichtet.
Am 1. März 1946 wurde die Abwicklungsstelle der RBD Königsberg in Hamburg-Altona, die gerettete Personalakten verwaltete, aufgelöst.

## Zuständigkeit
Das Gebiet dieser Reichsbahndirektion erstreckte sich über die preußische Provinz Ostpreußen mit den nach dem Ersten Weltkrieg beim Deutschen Reich verbliebenen westpreußischen Gebieten im Südwesten (Regierungsbezirk Westpreußen). Das Netz umfasste 1.580 km, davon 997 km Nebenbahnen Bis 1946 erfolgte der Rückbau aller normal- und schmalspurigen Privatbahnen als Reparation für die Sowjetunion.
Bedeutende Strecken innerhalb der Direktion waren:
- die Preußische Ostbahn (Berlin–Schneidemühl)–Marienburg (Westpreußen)–Elbing–Königsberg und weiter über Insterburg nach Eydtkuhnen an der litauischen Grenze.
- (Berlin–Frankfurt (Oder)–Posen–Thorn–)Deutsch Eylau–Allenstein–Insterburg–Tilsit(–Memel)
- die rechte Weichseluferbahn von Marienburg nach Garnsee, die 1902–1914 auch von Schnell- bzw. Eilzügen befahren wurde.
- die 1903 verstaatlichte Eisenbahnlinie von Marienburg nach Mlawka.
- die 1903 verstaatlichte Ostpreußische Südbahn von Königsberg über Rastenburg, Korschen–Lötzen und Lyck bis zum polnischen Grenzbahnhof Grajewo.
- die 1903 verstaatlichte Tilsit–Insterburger Eisenbahn (ab 1945 zeitweilig normal- und breitspurig in parallelem Betrieb)
- Königsberg–Allenstein, die seit 1911 von Eilzügen befahren wurde (ab 1945 normal- und breitspurig betrieben, mit neuem Spurwechselbahnhof an der Grenze zu Polen).

Reichsbahnausbesserungswerke (RAW) befanden sich in Königsberg (Pr.) und in Osterode (Ostpr.). Das Bahnbetriebswerk (Bw) Königsberg (heute Kaliningrad A) galt mit seinen über tausendzweihundert Beschäftigten als das größte in Deutschland. Ab 1945 fiel das gesamte Streckennetz im Bereich der Sowjetunion an das Verwaltungsgebiet der sogenannten Baltischen Eisenbahnen.

## Dienstgebäude
Adresse: Vorstädtische Langgasse 117/121 (Ленинский проспект 111—117).
Das Gebäude der ehemaligen Königlichen Eisenbahndirektion befand sich in der Bahnhofsstraße.

## Präsidenten (Auswahl)
- Alfred Goepel (1905–1907), anschließend Präsident der KED Altona
- Fritz Rimrott (1907/08), anschließend Präsident der KED Danzig
- Georg Bodenstein (1916–1918), vormals Präsident KED Posen, anschließend Präsident GD Straßburg
- Erik Platho (1918–1922)
- Bruno Moeller (1922–1938), anschließend pensioniert
- Adalbert Baumann (1938–1945)